# Ерік Стаал
Ерік Крейг Стаал (англ. Eric Craig Staal; 29 жовтня 1984, м. Тандер-Бей, Канада) — канадський хокеїст, центральний нападник. Виступає за «Кароліна Гаррікейнс» у Національній хокейній лізі.
Виступав за «Пітерборо Пітс» (ОХЛ), «Кароліна Гаррікейнс», «Лоуелл-Лок Монстерс» (АХЛ).
В чемпіонатах НХЛ — 577 матчів (230+281), у турнірах Кубка Стенлі — 43 матчі (19+24). 
У складі національної збірної Канади учасник зимових Олімпійських ігор 2010 (7 матчів, 1+5), учасник чемпіонатів світу 2007 і 2008 (17 матчів, 9+8). У складі юніорської збірної Канади учасник чемпіонату світу 2002.
Брати: Марк Стаал, Джордан Стаал, Джаред Стаал.
Досягнення
- Олімпійський чемпіон (2010)
- Чемпіон світу (2007), срібний призер (2008)
- Володар Кубка Стенлі (2006)
- Учасник матчу всіх зірок НХЛ (2007, 2008, 2011)
- Член «Тройного золотого клубу» (2010).